# سندرم شارکو-ویلبراند

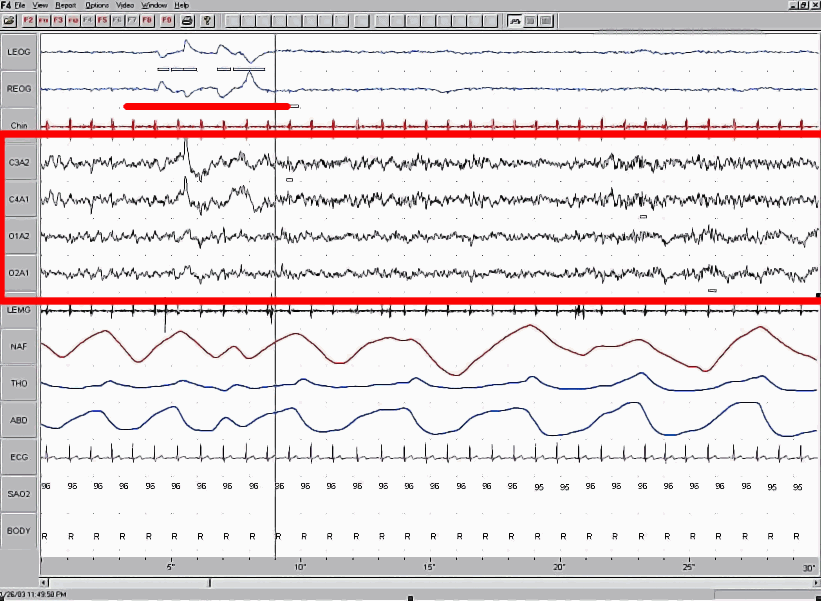
نمودار حرکت تند چشم در خواب یا (خواب ریم)

سندرم شارکو-ویلبراند (انگلیسی: Charcot–Wilbrand syndrome) عارضۀ از دست دادن توان رؤیابینی به دلیل آسیب‌دیدگی کانونی مغز است؛ این سندرم به‌طور خاص با آگنوزیای بینایی و از دست‌دادن توانایی یادآوری ذهنی هم مرتبط است. این عارضه به دلیل مطالعات ژان-مارتن شارکو و هرمان ویلبراند به این نام مشهور شد. مک‌دونالد کریچلی مدیر سابق بنیاد جهانی نورولوژی در اظهارنظری در همین زمینه راجع به سندرم شارکو ویلبراند به‌طور خلاصه می‌گوید که در این سندرم، بیمار توانایی توصیفات بصری یا خاطرات را از دست می‌دهد و فراتر از آن، توانایی دیدن رؤیا را در طول ساعات خوابیدن نیز از دست می‌دهد. سندرم شارکو ویلبراند وضعیت بسیار نادری است و تنها تعداد معدودی از بیماران آسیب مغزی را درگیر می‌کند.
در حال‌حاضر تمرکز ویژه و جدیدی بر موارد مرتبط با تجزیه و تحلیل حرکات سریع چشم (REM) و ارتباط آن با این سندرم وجود دارد. در تعاریف پزشکی امروزی، سندرم شارکو-ویلبراند به عنوان عارضۀ از دست‌ فتن توانایی به یاد آوردن مشاهدات بصری یا خاطرات و همین‌طور از بین رفتن توان رؤیابینی توصیف شده است. در بیماران مبتلا به این سندرم، مواردی از آسیب‌های حاد مغزی و همین‌طور ترومبوزیس، خونریزی، تروما و مسمومیت با مونوکسید کربن وجود داشته و به عنوان محرک‌های احتمالی و نهفته از آنها یاد گردیده است.
علاوه بر موارد ذکر شده، برخی موارد مرتبط با کاهش رشد طبیعی مثل رشد تومور نئوپلاسم در بافت مغز و رشد غیرطبیعی جنین (دیس‌ژنی) و عوارض مرتبط با جسم پینه‌ای هم با این سندرم همراه بوده‌اند. برخی بیماران مبتلا به آلزایمر و سندرم نشانگان ترنر نیز علایمی مشابه علایم سندرم شارکو-ویلبراند را نیز توصیف کرده‌اند. از دیدگاه موضعی، این ضایعه محل دقیق و واضحی در مغز ندارد و تنها به طور خلاصه می‌توان گفت که ضایعه‌ای خاص در یک مرحله حاد است که بر مناطق خلفی (مغز) تاثیر می‌گذارد.